# Sahih Muslim

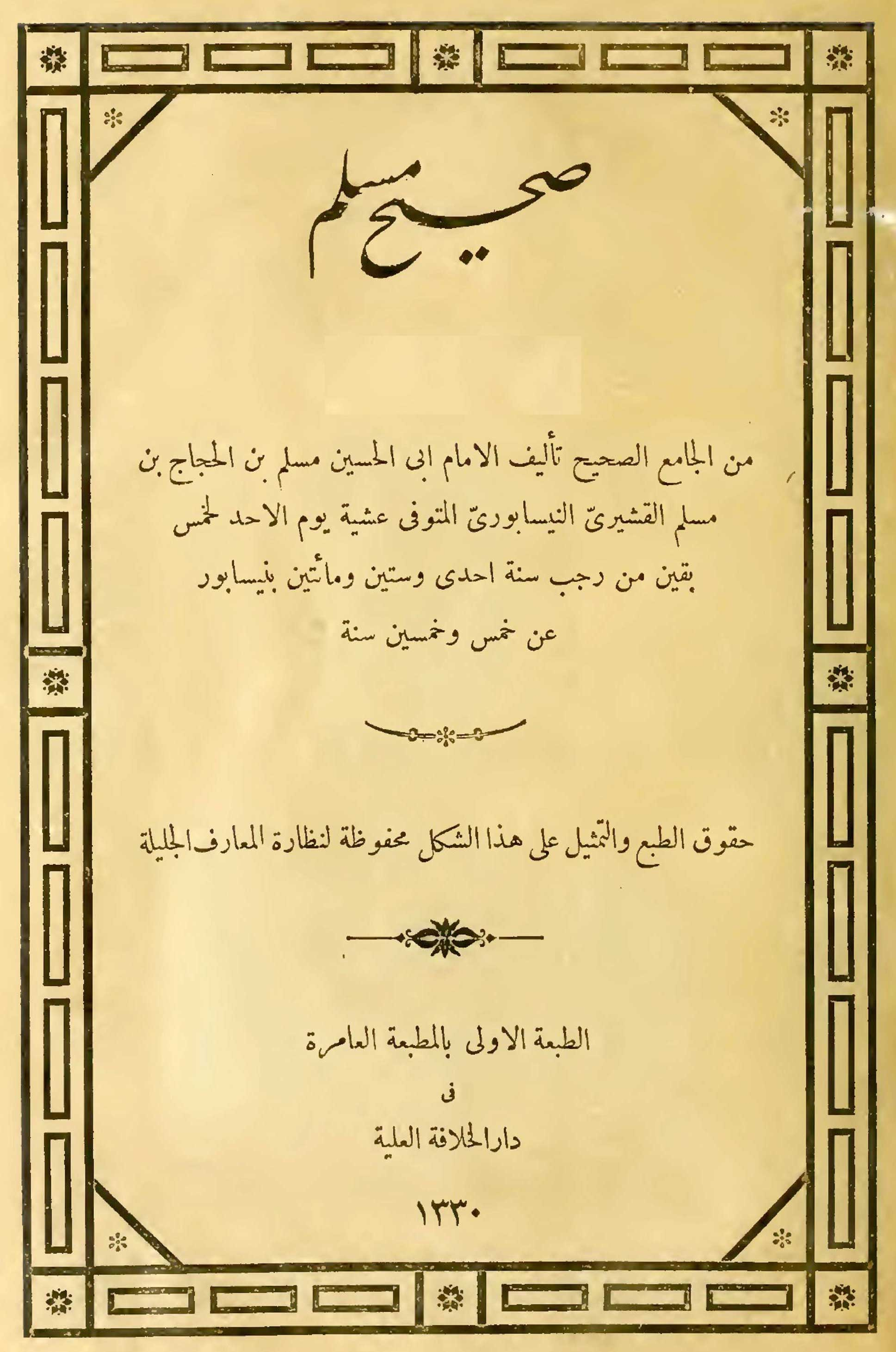
Omslaget till en utgåva av Sahih Muslim från år 1330 (1911-1912).

Sahih Muslim (arabiska: صحيح مسلم) är en hadithsamling skriven av den sunnimuslimske lärde Muslim ibn Hajjaj Nayshaburi (död 875) och som tillhör Kutub al-Sitta. Sahih Muslim anses ha nästan lika mycket auktoritet som Sahih al-Bukhari, och hänvisningar till "Sahihain" (de två sahiherna) avser bägge dessa två samlingar. Det sägs att Muslim har kompilerat sitt verk från 300 000 traditioner.